# Lista di asteroidi (794001-795000)
Di seguito una lista di asteroidi dal numero 794001  al 795000 con data di scoperta e scopritore.

## 794001–794100
| Nome   | Designazione provvisoria | Data di scoperta  | Scopritore                |
| ------ | ------------------------ | ----------------- | ------------------------- |
| 794001 | 2005 UM406               | 29 luglio 2000    | DES                       |
| 794002 | 2005 UB408               | 31 ottobre 2005   | Mount Lemmon Survey       |
| 794003 | 2005 UO413               | 25 ottobre 2005   | Spacewatch                |
| 794004 | 2005 UB415               | 25 ottobre 2005   | Spacewatch                |
| 794005 | 2005 UC416               | 25 ottobre 2005   | Spacewatch                |
| 794006 | 2005 UP416               | 25 ottobre 2005   | Spacewatch                |
| 794007 | 2005 UN420               | 25 ottobre 2005   | Mount Lemmon Survey       |
| 794008 | 2005 UT420               | 25 ottobre 2005   | Mount Lemmon Survey       |
| 794009 | 2005 US423               | 12 ottobre 2005   | Spacewatch                |
| 794010 | 2005 UD429               | 28 ottobre 2005   | Mount Lemmon Survey       |
| 794011 | 2005 US452               | 29 ottobre 2005   | Spacewatch                |
| 794012 | 2005 UC454               | 30 ottobre 2005   | Spacewatch                |
| 794013 | 2005 UA462               | 25 settembre 2005 | Spacewatch                |
| 794014 | 2005 UY463               | 30 ottobre 2005   | Spacewatch                |
| 794015 | 2005 UW484               | 10 ottobre 2005   | CSS                       |
| 794016 | 2005 UZ514               | 27 ottobre 2005   | SDSS Collaboration        |
| 794017 | 2005 UP517               | 1 ottobre 2005    | SDSS Collaboration        |
| 794018 | 2005 US518               | 1 ottobre 2005    | SDSS Collaboration        |
| 794019 | 2005 UL519               | 12 ottobre 2005   | Spacewatch                |
| 794020 | 2005 UB523               | 30 ottobre 2005   | SDSS Collaboration        |
| 794021 | 2005 UE529               | 24 ottobre 2005   | Spacewatch                |
| 794022 | 2005 UA530               | 24 ottobre 2005   | Spacewatch                |
| 794023 | 2005 UD537               | 29 ottobre 2005   | Spacewatch                |
| 794024 | 2005 UJ540               | 13 novembre 2017  | Pan-STARRS                |
| 794025 | 2005 UJ542               | 29 ottobre 2005   | Spacewatch                |
| 794026 | 2005 UQ544               | 19 novembre 2016  | Mount Lemmon Survey       |
| 794027 | 2005 UU544               | 4 aprile 2008     | Spacewatch                |
| 794028 | 2005 UZ544               | 25 settembre 2016 | Pan-STARRS                |
| 794029 | 2005 UZ545               | 22 ottobre 2005   | Spacewatch                |
| 794030 | 2005 UK546               | 27 ottobre 2016   | Pan-STARRS                |
| 794031 | 2005 UV546               | 24 novembre 2017  | Pan-STARRS                |
| 794032 | 2005 UH548               | 16 aprile 2020    | Mount Lemmon Survey       |
| 794033 | 2005 UY549               | 25 ottobre 2005   | Mount Lemmon Survey       |
| 794034 | 2005 UK550               | 28 ottobre 2005   | Spacewatch                |
| 794035 | 2005 UE552               | 25 ottobre 2005   | Mount Lemmon Survey       |
| 794036 | 2005 UN552               | 30 ottobre 2005   | Spacewatch                |
| 794037 | 2005 UR552               | 27 ottobre 2005   | Spacewatch                |
| 794038 | 2005 UZ552               | 25 ottobre 2005   | Mount Lemmon Survey       |
| 794039 | 2005 UB553               | 26 ottobre 2005   | Spacewatch                |
| 794040 | 2005 UF553               | 30 ottobre 2005   | Spacewatch                |
| 794041 | 2005 UW554               | 30 ottobre 2005   | Mount Lemmon Survey       |
| 794042 | 2005 US556               | 28 ottobre 2005   | Spacewatch                |
| 794043 | 2005 UV557               | 24 ottobre 2005   | Spacewatch                |
| 794044 | 2005 UG558               | 29 ottobre 2005   | Mount Lemmon Survey       |
| 794045 | 2005 UC559               | 28 ottobre 2005   | Spacewatch                |
| 794046 | 2005 UU560               | 25 ottobre 2005   | Mount Lemmon Survey       |
| 794047 | 2005 VT4                 | 4 novembre 2005   | K. Sárneczky              |
| 794048 | 2005 VC12                | 3 novembre 2005   | Mount Lemmon Survey       |
| 794049 | 2005 VP16                | 22 ottobre 2005   | CSS                       |
| 794050 | 2005 VJ19                | 1 novembre 2005   | Spacewatch                |
| 794051 | 2005 VR22                | 25 ottobre 2005   | Spacewatch                |
| 794052 | 2005 VJ28                | 27 ottobre 2005   | Spacewatch                |
| 794053 | 2005 VP29                | 31 ottobre 2005   | Spacewatch                |
| 794054 | 2005 VV29                | 4 novembre 2005   | Spacewatch                |
| 794055 | 2005 VD33                | 5 novembre 2005   | Spacewatch                |
| 794056 | 2005 VD35                | 6 ottobre 2005    | Mount Lemmon Survey       |
| 794057 | 2005 VV35                | 6 ottobre 2005    | Mount Lemmon Survey       |
| 794058 | 2005 VH36                | 3 novembre 2005   | Mount Lemmon Survey       |
| 794059 | 2005 VB37                | 3 novembre 2005   | Mount Lemmon Survey       |
| 794060 | 2005 VO40                | 4 novembre 2005   | Mount Lemmon Survey       |
| 794061 | 2005 VF45                | 4 novembre 2005   | Spacewatch                |
| 794062 | 2005 VU46                | 3 novembre 2005   | Mount Lemmon Survey       |
| 794063 | 2005 VG48                | 5 novembre 2005   | Spacewatch                |
| 794064 | 2005 VT48                | 5 novembre 2005   | Mount Lemmon Survey       |
| 794065 | 2005 VV48                | 5 novembre 2005   | Mount Lemmon Survey       |
| 794066 | 2005 VP50                | 23 ottobre 2005   | CSS                       |
| 794067 | 2005 VM51                | 3 novembre 2005   | Mount Lemmon Survey       |
| 794068 | 2005 VR62                | 1 settembre 2005  | Spacewatch                |
| 794069 | 2005 VN64                | 3 novembre 2005   | Spacewatch                |
| 794070 | 2005 VN77                | 27 ottobre 2005   | Mount Lemmon Survey       |
| 794071 | 2005 VM82                | 26 ottobre 2005   | Spacewatch                |
| 794072 | 2005 VP82                | 26 ottobre 2005   | Spacewatch                |
| 794073 | 2005 VW100               | 1 novembre 2005   | Spacewatch                |
| 794074 | 2005 VL103               | 1 novembre 2005   | Spacewatch                |
| 794075 | 2005 VS104               | 3 novembre 2005   | Mount Lemmon Survey       |
| 794076 | 2005 VQ126               | 30 ottobre 2005   | Spacewatch                |
| 794077 | 2005 VZ127               | 30 ottobre 2005   | SDSS Collaboration        |
| 794078 | 2005 VQ134               | 31 ottobre 2005   | Osservatorio di Mauna Kea |
| 794079 | 2005 VG135               | 3 novembre 2005   | CSS                       |
| 794080 | 2005 VX137               | 12 novembre 2005  | Spacewatch                |
| 794081 | 2005 VY138               | 8 novembre 2016   | CSS                       |
| 794082 | 2005 VT141               | 15 agosto 2009    | Spacewatch                |
| 794083 | 2005 VC142               | 22 giugno 2012    | Spacewatch                |
| 794084 | 2005 VP146               | 29 gennaio 2011   | Mount Lemmon Survey       |
| 794085 | 2005 VS146               | 28 marzo 2016     | Mount Lemmon Survey       |
| 794086 | 2005 VZ146               | 6 ottobre 2016    | Pan-STARRS                |
| 794087 | 2005 VK148               | 10 novembre 2005  | Spacewatch                |
| 794088 | 2005 VJ152               | 7 novembre 2005   | Osservatorio di Mauna Kea |
| 794089 | 2005 VD154               | 3 novembre 2005   | Mount Lemmon Survey       |
| 794090 | 2005 VH155               | 1 novembre 2005   | Spacewatch                |
| 794091 | 2005 VV155               | 6 novembre 2005   | Mount Lemmon Survey       |
| 794092 | 2005 VB158               | 3 novembre 2005   | Mount Lemmon Survey       |
| 794093 | 2005 WR9                 | 3 novembre 2005   | Spacewatch                |
| 794094 | 2005 WZ11                | 22 novembre 2005  | Spacewatch                |
| 794095 | 2005 WF43                | 21 novembre 2005  | Spacewatch                |
| 794096 | 2005 WF45                | 22 novembre 2005  | Spacewatch                |
| 794097 | 2005 WZ54                | 28 ottobre 2005   | Mount Lemmon Survey       |
| 794098 | 2005 WC93                | 25 novembre 2005  | Mount Lemmon Survey       |
| 794099 | 2005 WE110               | 30 novembre 2005  | Spacewatch                |
| 794100 | 2005 WK111               | 30 novembre 2005  | Spacewatch                |

## 794101–794200
| Nome   | Designazione provvisoria | Data di scoperta  | Scopritore                |
| ------ | ------------------------ | ----------------- | ------------------------- |
| 794101 | 2005 WY125               | 25 novembre 2005  | Mount Lemmon Survey       |
| 794102 | 2005 WQ132               | 25 novembre 2005  | Mount Lemmon Survey       |
| 794103 | 2005 WX132               | 25 novembre 2005  | Mount Lemmon Survey       |
| 794104 | 2005 WA136               | 26 novembre 2005  | Spacewatch                |
| 794105 | 2005 WM136               | 23 settembre 2005 | Spacewatch                |
| 794106 | 2005 WK138               | 12 novembre 2005  | Spacewatch                |
| 794107 | 2005 WD186               | 1 novembre 2005   | CSS                       |
| 794108 | 2005 WR189               | 24 ottobre 2001   | LINEAR                    |
| 794109 | 2005 WX204               | 25 novembre 2005  | Mount Lemmon Survey       |
| 794110 | 2005 WX209               | 24 novembre 2005  | Osservatorio di Mauna Kea |
| 794111 | 2005 WC217               | 22 novembre 2005  | Spacewatch                |
| 794112 | 2005 WN217               | 25 novembre 2005  | Mount Lemmon Survey       |
| 794113 | 2005 WY219               | 25 novembre 2005  | Spacewatch                |
| 794114 | 2005 WP220               | 30 novembre 2005  | Spacewatch                |
| 794115 | 2005 WZ220               | 26 novembre 2005  | Mount Lemmon Survey       |
| 794116 | 2005 XN7                 | 4 dicembre 2005   | Mount Lemmon Survey       |
| 794117 | 2005 XN19                | 2 dicembre 2005   | Spacewatch                |
| 794118 | 2005 XB44                | 21 novembre 2005  | Spacewatch                |
| 794119 | 2005 XZ45                | 6 novembre 2005   | Mount Lemmon Survey       |
| 794120 | 2005 XW94                | 2 ottobre 2005    | Mount Lemmon Survey       |
| 794121 | 2005 XJ95                | 27 settembre 2005 | Spacewatch                |
| 794122 | 2005 XO95                | 1 ottobre 2005    | Mount Lemmon Survey       |
| 794123 | 2005 XC97                | 1 dicembre 2005   | DES                       |
| 794124 | 2005 XX103               | 1 dicembre 2005   | DES                       |
| 794125 | 2005 XJ105               | 1 dicembre 2005   | DES                       |
| 794126 | 2005 XM119               | 28 ottobre 2005   | Spacewatch                |
| 794127 | 2005 XL122               | 2 dicembre 2005   | Spacewatch                |
| 794128 | 2005 XY122               | 9 novembre 2009   | Mount Lemmon Survey       |
| 794129 | 2005 XA130               | 13 gennaio 2018   | Pan-STARRS                |
| 794130 | 2005 XT130               | 1 dicembre 2005   | Spacewatch                |
| 794131 | 2005 XZ130               | 8 dicembre 2005   | Spacewatch                |
| 794132 | 2005 XA132               | 2 maggio 2014     | Mount Lemmon Survey       |
| 794133 | 2005 XS132               | 5 dicembre 2005   | Spacewatch                |
| 794134 | 2005 XD133               | 1 dicembre 2005   | Spacewatch                |
| 794135 | 2005 XK133               | 1 dicembre 2005   | Spacewatch                |
| 794136 | 2005 XR134               | 4 dicembre 2005   | Spacewatch                |
| 794137 | 2005 XS134               | 8 dicembre 2005   | Spacewatch                |
| 794138 | 2005 YW9                 | 21 dicembre 2005  | Spacewatch                |
| 794139 | 2005 YK13                | 22 dicembre 2005  | Spacewatch                |
| 794140 | 2005 YL19                | 24 dicembre 2005  | Spacewatch                |
| 794141 | 2005 YQ22                | 24 dicembre 2005  | Spacewatch                |
| 794142 | 2005 YM23                | 24 dicembre 2005  | Spacewatch                |
| 794143 | 2005 YA41                | 29 settembre 2019 | Pan-STARRS                |
| 794144 | 2005 YR50                | 13 ottobre 2005   | Spacewatch                |
| 794145 | 2005 YN68                | 26 dicembre 2005  | Spacewatch                |
| 794146 | 2005 YY83                | 5 luglio 2000     | Spacewatch                |
| 794147 | 2005 YM91                | 26 dicembre 2005  | Mount Lemmon Survey       |
| 794148 | 2005 YU101               | 25 dicembre 2005  | Spacewatch                |
| 794149 | 2005 YH146               | 29 dicembre 2005  | Mount Lemmon Survey       |
| 794150 | 2005 YG147               | 29 dicembre 2005  | Mount Lemmon Survey       |
| 794151 | 2005 YN150               | 25 dicembre 2005  | Spacewatch                |
| 794152 | 2005 YF163               | 27 dicembre 2005  | Mount Lemmon Survey       |
| 794153 | 2005 YG169               | 30 dicembre 2005  | Spacewatch                |
| 794154 | 2005 YO176               | 22 dicembre 2005  | Spacewatch                |
| 794155 | 2005 YR183               | 27 dicembre 2005  | Spacewatch                |
| 794156 | 2005 YN185               | 28 dicembre 2005  | Mount Lemmon Survey       |
| 794157 | 2005 YP185               | 28 dicembre 2005  | Mount Lemmon Survey       |
| 794158 | 2005 YT200               | 22 dicembre 2005  | Spacewatch                |
| 794159 | 2005 YC216               | 29 dicembre 2005  | Mount Lemmon Survey       |
| 794160 | 2005 YN226               | 25 dicembre 2005  | Spacewatch                |
| 794161 | 2005 YD234               | 28 dicembre 2005  | Spacewatch                |
| 794162 | 2005 YE244               | 30 dicembre 2005  | Spacewatch                |
| 794163 | 2005 YT283               | 8 dicembre 2005   | Spacewatch                |
| 794164 | 2005 YY283               | 10 dicembre 2005  | Spacewatch                |
| 794165 | 2005 YR297               | 25 novembre 2005  | Spacewatch                |
| 794166 | 2006 AO17                | 25 dicembre 2005  | Mount Lemmon Survey       |
| 794167 | 2006 AE28                | 6 gennaio 2006    | Spacewatch                |
| 794168 | 2006 AT29                | 2 gennaio 2006    | Mount Lemmon Survey       |
| 794169 | 2006 AS45                | 4 gennaio 2006    | Spacewatch                |
| 794170 | 2006 AM68                | 6 dicembre 2005   | Mount Lemmon Survey       |
| 794171 | 2006 AO94                | 8 gennaio 2006    | Spacewatch                |
| 794172 | 2006 AM104               | 8 gennaio 2006    | Spacewatch                |
| 794173 | 2006 AU111               | 5 gennaio 2006    | Mount Lemmon Survey       |
| 794174 | 2006 AX115               | 5 gennaio 2006    | Spacewatch                |
| 794175 | 2006 AT117               | 7 gennaio 2006    | Mount Lemmon Survey       |
| 794176 | 2006 AY117               | 7 gennaio 2006    | Mount Lemmon Survey       |
| 794177 | 2006 AY118               | 7 gennaio 2006    | Spacewatch                |
| 794178 | 2006 AZ118               | 5 gennaio 2006    | Spacewatch                |
| 794179 | 2006 BJ2                 | 5 gennaio 2006    | Mount Lemmon Survey       |
| 794180 | 2006 BY2                 | 4 novembre 2005   | Mount Lemmon Survey       |
| 794181 | 2006 BK7                 | 10 gennaio 2006   | Mount Lemmon Survey       |
| 794182 | 2006 BG10                | 20 gennaio 2006   | Spacewatch                |
| 794183 | 2006 BW24                | 8 gennaio 2006    | Mount Lemmon Survey       |
| 794184 | 2006 BX76                | 23 gennaio 2006   | Mount Lemmon Survey       |
| 794185 | 2006 BD102               | 23 gennaio 2006   | Mount Lemmon Survey       |
| 794186 | 2006 BC105               | 25 gennaio 2006   | Spacewatch                |
| 794187 | 2006 BX105               | 25 gennaio 2006   | Spacewatch                |
| 794188 | 2006 BZ105               | 25 gennaio 2006   | Spacewatch                |
| 794189 | 2006 BJ113               | 29 dicembre 1999  | C. Veillet                |
| 794190 | 2006 BV124               | 26 gennaio 2006   | Spacewatch                |
| 794191 | 2006 BU127               | 7 gennaio 2006    | Mount Lemmon Survey       |
| 794192 | 2006 BF161               | 26 gennaio 2006   | Spacewatch                |
| 794193 | 2006 BH163               | 26 gennaio 2006   | Mount Lemmon Survey       |
| 794194 | 2006 BD171               | 6 gennaio 2006    | Spacewatch                |
| 794195 | 2006 BZ176               | 27 gennaio 2006   | Spacewatch                |
| 794196 | 2006 BR182               | 27 gennaio 2006   | Spacewatch                |
| 794197 | 2006 BX200               | 7 gennaio 2006    | Spacewatch                |
| 794198 | 2006 BJ235               | 23 gennaio 2006   | Spacewatch                |
| 794199 | 2006 BG255               | 31 gennaio 2006   | Spacewatch                |
| 794200 | 2006 BW255               | 31 gennaio 2006   | Spacewatch                |

## 794201–794300
| Nome   | Designazione provvisoria | Data di scoperta  | Scopritore                |
| ------ | ------------------------ | ----------------- | ------------------------- |
| 794201 | 2006 BT258               | 19 gennaio 2015   | Spacewatch                |
| 794202 | 2006 BG264               | 31 gennaio 2006   | Spacewatch                |
| 794203 | 2006 BL287               | 17 febbraio 2015  | Pan-STARRS                |
| 794204 | 2006 BC288               | 3 settembre 2008  | Spacewatch                |
| 794205 | 2006 BZ289               | 16 novembre 2009  | Mount Lemmon Survey       |
| 794206 | 2006 BX293               | 26 marzo 2007     | Mount Lemmon Survey       |
| 794207 | 2006 BW296               | 13 settembre 2013 | Spacewatch                |
| 794208 | 2006 BW297               | 31 gennaio 2006   | Spacewatch                |
| 794209 | 2006 BX297               | 23 gennaio 2006   | Spacewatch                |
| 794210 | 2006 BM300               | 31 gennaio 2006   | Spacewatch                |
| 794211 | 2006 BZ302               | 30 gennaio 2006   | Spacewatch                |
| 794212 | 2006 BC303               | 25 gennaio 2006   | Spacewatch                |
| 794213 | 2006 BU303               | 23 gennaio 2006   | Spacewatch                |
| 794214 | 2006 BV303               | 23 gennaio 2006   | Spacewatch                |
| 794215 | 2006 BL304               | 28 gennaio 2006   | Spacewatch                |
| 794216 | 2006 CE20                | 1 febbraio 2006   | Mount Lemmon Survey       |
| 794217 | 2006 CD47                | 25 gennaio 2006   | Spacewatch                |
| 794218 | 2006 CQ51                | 4 febbraio 2006   | Spacewatch                |
| 794219 | 2006 CG59                | 6 febbraio 2006   | Spacewatch                |
| 794220 | 2006 CQ72                | 20 ottobre 2012   | Pan-STARRS                |
| 794221 | 2006 CQ74                | 3 febbraio 2006   | Osservatorio di Mauna Kea |
| 794222 | 2006 CQ75                | 3 febbraio 2006   | Mauna Kea Obs.            |
| 794223 | 2006 CO83                | 24 dicembre 2013  | Mount Lemmon Survey       |
| 794224 | 2006 CV89                | 2 febbraio 2006   | Mount Lemmon Survey       |
| 794225 | 2006 CW89                | 25 febbraio 2006  | Mount Lemmon Survey       |
| 794226 | 2006 CK92                | 1 febbraio 2006   | Spacewatch                |
| 794227 | 2006 CM92                | 3 febbraio 2006   | Mount Lemmon Survey       |
| 794228 | 2006 CY92                | 8 maggio 2019     | Pan-STARRS                |
| 794229 | 2006 CA93                | 26 agosto 2022    | Pan-STARRS                |
| 794230 | 2006 DR16                | 1 febbraio 2006   | Spacewatch                |
| 794231 | 2006 DM38                | 20 febbraio 2006  | Spacewatch                |
| 794232 | 2006 DX55                | 24 febbraio 2006  | Mount Lemmon Survey       |
| 794233 | 2006 DP57                | 24 febbraio 2006  | Mount Lemmon Survey       |
| 794234 | 2006 DW84                | 24 febbraio 2006  | Spacewatch                |
| 794235 | 2006 DD91                | 26 gennaio 2006   | Spacewatch                |
| 794236 | 2006 DG106               | 25 febbraio 2006  | Mount Lemmon Survey       |
| 794237 | 2006 DF126               | 25 febbraio 2006  | Spacewatch                |
| 794238 | 2006 DX132               | 25 febbraio 2006  | Spacewatch                |
| 794239 | 2006 DF136               | 25 febbraio 2006  | Spacewatch                |
| 794240 | 2006 DB137               | 25 febbraio 2006  | Spacewatch                |
| 794241 | 2006 DO142               | 25 febbraio 2006  | Spacewatch                |
| 794242 | 2006 DV150               | 25 febbraio 2006  | Spacewatch                |
| 794243 | 2006 DK159               | 27 febbraio 2006  | Spacewatch                |
| 794244 | 2006 DP162               | 12 marzo 2000     | Spacewatch                |
| 794245 | 2006 DJ163               | 27 febbraio 2006  | Mount Lemmon Survey       |
| 794246 | 2006 DN183               | 27 febbraio 2006  | Spacewatch                |
| 794247 | 2006 DC205               | 27 gennaio 2006   | Mount Lemmon Survey       |
| 794248 | 2006 DO219               | 24 febbraio 2006  | Spacewatch                |
| 794249 | 2006 DQ224               | 3 agosto 2016     | Pan-STARRS                |
| 794250 | 2006 DV224               | 20 febbraio 2006  | Spacewatch                |
| 794251 | 2006 DF227               | 25 febbraio 2006  | Mount Lemmon Survey       |
| 794252 | 2006 EO7                 | 24 ottobre 2005   | Osservatorio di Mauna Kea |
| 794253 | 2006 EO8                 | 20 febbraio 2006  | Spacewatch                |
| 794254 | 2006 ED21                | 3 marzo 2006      | Spacewatch                |
| 794255 | 2006 EW27                | 3 marzo 2006      | Spacewatch                |
| 794256 | 2006 EB28                | 3 marzo 2006      | Spacewatch                |
| 794257 | 2006 ET30                | 3 marzo 2006      | Spacewatch                |
| 794258 | 2006 EB75                | 31 ottobre 2021   | Pan-STARRS                |
| 794259 | 2006 EN78                | 2 marzo 2006      | Mount Lemmon Survey       |
| 794260 | 2006 ET79                | 25 settembre 2017 | Pan-STARRS                |
| 794261 | 2006 EG80                | 11 gennaio 2018   | Pan-STARRS                |
| 794262 | 2006 ER80                | 18 settembre 2014 | Pan-STARRS                |
| 794263 | 2006 EM81                | 3 settembre 2013  | Pan-STARRS                |
| 794264 | 2006 EW82                | 5 marzo 2006      | Spacewatch                |
| 794265 | 2006 FQ55                | 24 febbraio 2006  | Spacewatch                |
| 794266 | 2006 FO59                | 24 marzo 2006     | Spacewatch                |
| 794267 | 2006 FZ61                | 29 marzo 2006     | Spacewatch                |
| 794268 | 2006 GL23                | 2 aprile 2006     | Spacewatch                |
| 794269 | 2006 GS57                | 21 novembre 2017  | Pan-STARRS                |
| 794270 | 2006 GH58                | 23 marzo 2015     | Pan-STARRS                |
| 794271 | 2006 HH10                | 19 aprile 2006    | Spacewatch                |
| 794272 | 2006 HZ15                | 20 aprile 2006    | Spacewatch                |
| 794273 | 2006 HB73                | 25 aprile 2006    | Spacewatch                |
| 794274 | 2006 HZ76                | 25 aprile 2006    | Spacewatch                |
| 794275 | 2006 HT81                | 26 aprile 2006    | Spacewatch                |
| 794276 | 2006 HY103               | 30 aprile 2006    | Spacewatch                |
| 794277 | 2006 HN113               | 25 aprile 2006    | Spacewatch                |
| 794278 | 2006 HE133               | 4 marzo 2006      | Spacewatch                |
| 794279 | 2006 HB140               | 26 aprile 2006    | Cerro Tololo Obs.         |
| 794280 | 2006 HS140               | 27 aprile 2006    | Cerro Tololo Obs.         |
| 794281 | 2006 HU140               | 27 aprile 2006    | Cerro Tololo Obs.         |
| 794282 | 2006 HV156               | 30 aprile 2006    | Spacewatch                |
| 794283 | 2006 JU                  | 3 maggio 2006     | Mount Lemmon Survey       |
| 794284 | 2006 JN32                | 3 maggio 2006     | Spacewatch                |
| 794285 | 2006 JY50                | 8 aprile 2006     | Spacewatch                |
| 794286 | 2006 JN59                | 1 maggio 2006     | D. E. Trilling            |
| 794287 | 2006 JV61                | 1 maggio 2006     | Osservatorio di Mauna Kea |
| 794288 | 2006 JP64                | 1 maggio 2006     | D. E. Trilling            |
| 794289 | 2006 JS64                | 1 maggio 2006     | D. E. Trilling            |
| 794290 | 2006 JL65                | 1 maggio 2006     | D. E. Trilling            |
| 794291 | 2006 JG69                | 1 maggio 2006     | Osservatorio di Mauna Kea |
| 794292 | 2006 JS90                | 7 maggio 2006     | Mount Lemmon Survey       |
| 794293 | 2006 KS5                 | 19 maggio 2006    | Mount Lemmon Survey       |
| 794294 | 2006 KG17                | 7 maggio 2006     | Mount Lemmon Survey       |
| 794295 | 2006 KL27                | 30 aprile 2006    | Spacewatch                |
| 794296 | 2006 KX39                | 25 maggio 2006    | Mount Lemmon Survey       |
| 794297 | 2006 KS62                | 22 maggio 2006    | Spacewatch                |
| 794298 | 2006 KF71                | 22 maggio 2006    | Spacewatch                |
| 794299 | 2006 KN83                | 25 aprile 2006    | Mount Lemmon Survey       |
| 794300 | 2006 KQ93                | 25 maggio 2006    | Spacewatch                |

## 794301–794400
| Nome   | Designazione provvisoria | Data di scoperta  | Scopritore                |
| ------ | ------------------------ | ----------------- | ------------------------- |
| 794301 | 2006 KY93                | 25 maggio 2006    | Spacewatch                |
| 794302 | 2006 KO101               | 26 maggio 2006    | Mount Lemmon Survey       |
| 794303 | 2006 KE115               | 29 maggio 2006    | Spacewatch                |
| 794304 | 2006 KH117               | 29 maggio 2006    | Spacewatch                |
| 794305 | 2006 KG126               | 25 maggio 2006    | Osservatorio di Mauna Kea |
| 794306 | 2006 KX130               | 25 maggio 2006    | Mauna Kea Obs.            |
| 794307 | 2006 KA137               | 25 maggio 2006    | Mauna Kea Obs.            |
| 794308 | 2006 KR137               | 25 maggio 2006    | Mauna Kea Obs.            |
| 794309 | 2006 KM138               | 25 maggio 2006    | Mauna Kea Obs.            |
| 794310 | 2006 KN138               | 25 maggio 2006    | Mauna Kea Obs.            |
| 794311 | 2006 KQ140               | 25 maggio 2006    | Mauna Kea Obs.            |
| 794312 | 2006 KV146               | 15 maggio 2013    | Pan-STARRS                |
| 794313 | 2006 KF154               | 10 marzo 2016     | M. Ory                    |
| 794314 | 2006 KG154               | 10 ottobre 2015   | Pan-STARRS                |
| 794315 | 2006 KZ154               | 23 maggio 2006    | Spacewatch                |
| 794316 | 2006 KR155               | 2 ottobre 2013    | Mount Lemmon Survey       |
| 794317 | 2006 LX9                 | 1 giugno 2006     | Mount Lemmon Survey       |
| 794318 | 2006 MP                  | 16 giugno 2006    | Spacewatch                |
| 794319 | 2006 OH25                | 19 luglio 2006    | Osservatorio di Mauna Kea |
| 794320 | 2006 OP30                | 19 luglio 2006    | Mauna Kea Obs.            |
| 794321 | 2006 OR32                | 19 luglio 2006    | Mauna Kea Obs.            |
| 794322 | 2006 OV32                | 27 febbraio 2009  | Spacewatch                |
| 794323 | 2006 OC36                | 5 novembre 2007   | Mount Lemmon Survey       |
| 794324 | 2006 OU39                | 14 gennaio 2008   | Spacewatch                |
| 794325 | 2006 PA44                | 14 agosto 2006    | NEAT                      |
| 794326 | 2006 QV7                 | 19 agosto 2006    | Spacewatch                |
| 794327 | 2006 QB24                | 22 agosto 2006    | SSS                       |
| 794328 | 2006 QU46                | 11 marzo 2005     | DES                       |
| 794329 | 2006 QQ51                | 12 agosto 2006    | NEAT                      |
| 794330 | 2006 QC52                | 23 agosto 2006    | NEAT                      |
| 794331 | 2006 QC65                | 19 agosto 2006    | Spacewatch                |
| 794332 | 2006 QK69                | 21 agosto 2006    | Spacewatch                |
| 794333 | 2006 QJ85                | 27 agosto 2006    | Spacewatch                |
| 794334 | 2006 QD87                | 23 ottobre 2001   | LINEAR                    |
| 794335 | 2006 QM87                | 27 agosto 2006    | Spacewatch                |
| 794336 | 2006 QE102               | 27 agosto 2006    | Spacewatch                |
| 794337 | 2006 QF104               | 27 agosto 2006    | Spacewatch                |
| 794338 | 2006 QO120               | 17 agosto 2006    | NEAT                      |
| 794339 | 2006 QB132               | 22 agosto 2006    | NEAT                      |
| 794340 | 2006 QF153               | 19 agosto 2006    | Spacewatch                |
| 794341 | 2006 QP171               | 22 agosto 2006    | DES                       |
| 794342 | 2006 QN179               | 28 agosto 2006    | Spacewatch                |
| 794343 | 2006 QX179               | 28 agosto 2006    | Spacewatch                |
| 794344 | 2006 QE180               | 28 agosto 2006    | Spacewatch                |
| 794345 | 2006 QW185               | 29 agosto 2006    | Spacewatch                |
| 794346 | 2006 QY186               | 21 agosto 2006    | Spacewatch                |
| 794347 | 2006 QK192               | 1 settembre 2013  | Mount Lemmon Survey       |
| 794348 | 2006 QD193               | 29 agosto 2013    | Pan-STARRS                |
| 794349 | 2006 QR195               | 14 gennaio 2016   | Pan-STARRS                |
| 794350 | 2006 QK197               | 21 agosto 2006    | Spacewatch                |
| 794351 | 2006 QR198               | 23 agosto 2006    | NEAT                      |
| 794352 | 2006 QA200               | 18 dicembre 2007  | Mount Lemmon Survey       |
| 794353 | 2006 QR201               | 3 febbraio 2017   | Pan-STARRS                |
| 794354 | 2006 QL203               | 28 agosto 2006    | Spacewatch                |
| 794355 | 2006 QB205               | 19 agosto 2006    | Spacewatch                |
| 794356 | 2006 QV206               | 19 agosto 2006    | Spacewatch                |
| 794357 | 2006 QV209               | 21 agosto 2006    | Spacewatch                |
| 794358 | 2006 RZ5                 | 14 settembre 2006 | Spacewatch                |
| 794359 | 2006 RN12                | 14 settembre 2006 | Spacewatch                |
| 794360 | 2006 RD45                | 14 settembre 2006 | Spacewatch                |
| 794361 | 2006 RU64                | 14 settembre 2006 | Spacewatch                |
| 794362 | 2006 RX70                | 15 settembre 2006 | Spacewatch                |
| 794363 | 2006 RN76                | 15 settembre 2006 | Spacewatch                |
| 794364 | 2006 RB84                | 15 settembre 2006 | Spacewatch                |
| 794365 | 2006 RT105               | 14 settembre 2006 | J. Masiero, R. Jedicke    |
| 794366 | 2006 RL111               | 14 settembre 2006 | J. Masiero, R. Jedicke    |
| 794367 | 2006 RT113               | 14 settembre 2006 | J. Masiero, R. Jedicke    |
| 794368 | 2006 RC116               | 26 settembre 2006 | Mount Lemmon Survey       |
| 794369 | 2006 RG116               | 14 settembre 2006 | J. Masiero, R. Jedicke    |
| 794370 | 2006 RP124               | 14 settembre 2006 | Spacewatch                |
| 794371 | 2006 RT124               | 15 settembre 2006 | Spacewatch                |
| 794372 | 2006 RB125               | 15 settembre 2006 | Spacewatch                |
| 794373 | 2006 RR125               | 15 settembre 2006 | Spacewatch                |
| 794374 | 2006 SO3                 | 16 settembre 2006 | Spacewatch                |
| 794375 | 2006 SZ24                | 15 settembre 2006 | Osservatorio di Mauna Kea |
| 794376 | 2006 SK66                | 19 settembre 2006 | Spacewatch                |
| 794377 | 2006 SG68                | 19 settembre 2006 | Spacewatch                |
| 794378 | 2006 SG86                | 18 settembre 2006 | Spacewatch                |
| 794379 | 2006 SS99                | 18 settembre 2006 | Spacewatch                |
| 794380 | 2006 SP104               | 19 settembre 2006 | Spacewatch                |
| 794381 | 2006 SN112               | 23 settembre 2006 | Spacewatch                |
| 794382 | 2006 SQ136               | 20 settembre 2006 | CSS                       |
| 794383 | 2006 SR146               | 19 settembre 2006 | Spacewatch                |
| 794384 | 2006 SF155               | 22 settembre 2006 | LONEOS                    |
| 794385 | 2006 SG161               | 19 settembre 2006 | Spacewatch                |
| 794386 | 2006 SE170               | 17 settembre 2006 | Spacewatch                |
| 794387 | 2006 SX170               | 17 settembre 2006 | Spacewatch                |
| 794388 | 2006 SJ180               | 25 settembre 2006 | Mount Lemmon Survey       |
| 794389 | 2006 SZ180               | 25 settembre 2006 | Mount Lemmon Survey       |
| 794390 | 2006 ST181               | 25 settembre 2006 | Mount Lemmon Survey       |
| 794391 | 2006 SM200               | 24 settembre 2006 | Spacewatch                |
| 794392 | 2006 SR204               | 15 settembre 2006 | Spacewatch                |
| 794393 | 2006 SU204               | 25 settembre 2006 | Mount Lemmon Survey       |
| 794394 | 2006 SU209               | 26 settembre 2006 | Mount Lemmon Survey       |
| 794395 | 2006 SW210               | 26 settembre 2006 | Mount Lemmon Survey       |
| 794396 | 2006 SB222               | 15 settembre 2006 | Spacewatch                |
| 794397 | 2006 SJ228               | 18 settembre 2006 | Spacewatch                |
| 794398 | 2006 SL228               | 26 settembre 2006 | Spacewatch                |
| 794399 | 2006 SL246               | 26 settembre 2006 | Mount Lemmon Survey       |
| 794400 | 2006 SM246               | 26 settembre 2006 | Mount Lemmon Survey       |

## 794401–794500
| Nome   | Designazione provvisoria | Data di scoperta  | Scopritore                |
| ------ | ------------------------ | ----------------- | ------------------------- |
| 794401 | 2006 SF248               | 26 settembre 2006 | Mount Lemmon Survey       |
| 794402 | 2006 SH251               | 26 settembre 2006 | Spacewatch                |
| 794403 | 2006 SV255               | 26 settembre 2006 | Mount Lemmon Survey       |
| 794404 | 2006 SB264               | 26 settembre 2006 | Spacewatch                |
| 794405 | 2006 SV266               | 26 settembre 2006 | Spacewatch                |
| 794406 | 2006 SH285               | 18 settembre 2006 | Spacewatch                |
| 794407 | 2006 SZ293               | 17 settembre 2006 | Spacewatch                |
| 794408 | 2006 SP296               | 25 settembre 2006 | Spacewatch                |
| 794409 | 2006 SN298               | 25 settembre 2006 | Mount Lemmon Survey       |
| 794410 | 2006 SU309               | 17 settembre 2006 | Spacewatch                |
| 794411 | 2006 SO311               | 19 settembre 2006 | Spacewatch                |
| 794412 | 2006 SR322               | 27 settembre 2006 | Spacewatch                |
| 794413 | 2006 SV323               | 27 settembre 2006 | Spacewatch                |
| 794414 | 2006 SE342               | 28 settembre 2006 | Spacewatch                |
| 794415 | 2006 SQ344               | 28 settembre 2006 | Spacewatch                |
| 794416 | 2006 SD377               | 17 settembre 2006 | SDSS Collaboration        |
| 794417 | 2006 SB380               | 8 agosto 2005     | Cerro Tololo Obs.         |
| 794418 | 2006 SE380               | 18 settembre 2006 | SDSS Collaboration        |
| 794419 | 2006 SS380               | 27 settembre 2006 | SDSS Collaboration        |
| 794420 | 2006 SB381               | 16 settembre 2006 | SDSS Collaboration        |
| 794421 | 2006 SH387               | 28 settembre 2006 | SDSS Collaboration        |
| 794422 | 2006 SL395               | 17 settembre 2006 | J. Masiero, R. Jedicke    |
| 794423 | 2006 SU395               | 17 settembre 2006 | J. Masiero, R. Jedicke    |
| 794424 | 2006 SE416               | 17 settembre 2006 | Spacewatch                |
| 794425 | 2006 SK419               | 18 settembre 2006 | Osservatorio di Mauna Kea |
| 794426 | 2006 SS423               | 27 settembre 2006 | Mount Lemmon Survey       |
| 794427 | 2006 SZ426               | 29 ottobre 2010   | Spacewatch                |
| 794428 | 2006 SZ427               | 27 aprile 2012    | Pan-STARRS                |
| 794429 | 2006 ST430               | 28 settembre 2006 | Spacewatch                |
| 794430 | 2006 SV431               | 18 settembre 2006 | Spacewatch                |
| 794431 | 2006 SW436               | 13 novembre 2015  | Mount Lemmon Survey       |
| 794432 | 2006 SX440               | 31 dicembre 2007  | Mount Lemmon Survey       |
| 794433 | 2006 SJ441               | 18 marzo 2009     | Mount Lemmon Survey       |
| 794434 | 2006 SB445               | 7 luglio 2016     | Pan-STARRS                |
| 794435 | 2006 SY447               | 28 settembre 2006 | CSS                       |
| 794436 | 2006 SD449               | 30 settembre 2006 | Spacewatch                |
| 794437 | 2006 SA450               | 25 settembre 2006 | Spacewatch                |
| 794438 | 2006 SU450               | 17 settembre 2006 | Spacewatch                |
| 794439 | 2006 SH451               | 18 settembre 2006 | Spacewatch                |
| 794440 | 2006 SL452               | 26 settembre 2006 | Spacewatch                |
| 794441 | 2006 SP452               | 17 settembre 2006 | Spacewatch                |
| 794442 | 2006 SP453               | 19 settembre 2006 | Spacewatch                |
| 794443 | 2006 SZ454               | 25 settembre 2006 | Spacewatch                |
| 794444 | 2006 SK455               | 25 settembre 2006 | Spacewatch                |
| 794445 | 2006 SM455               | 26 settembre 2006 | Mount Lemmon Survey       |
| 794446 | 2006 SQ458               | 18 settembre 2006 | Spacewatch                |
| 794447 | 2006 SR460               | 26 settembre 2006 | Mount Lemmon Survey       |
| 794448 | 2006 SS460               | 17 settembre 2006 | Spacewatch                |
| 794449 | 2006 SK461               | 25 settembre 2006 | Spacewatch                |
| 794450 | 2006 ST461               | 16 settembre 2006 | Spacewatch                |
| 794451 | 2006 SH462               | 19 settembre 2006 | Spacewatch                |
| 794452 | 2006 SC463               | 30 settembre 2006 | Mount Lemmon Survey       |
| 794453 | 2006 SJ464               | 19 settembre 2006 | Spacewatch                |
| 794454 | 2006 TV3                 | 2 ottobre 2006    | Mount Lemmon Survey       |
| 794455 | 2006 TK10                | 17 settembre 2006 | Spacewatch                |
| 794456 | 2006 TF16                | 2 ottobre 2006    | Spacewatch                |
| 794457 | 2006 TZ31                | 25 settembre 2006 | Spacewatch                |
| 794458 | 2006 TQ48                | 26 settembre 2006 | Mount Lemmon Survey       |
| 794459 | 2006 TJ57                | 15 ottobre 2006   | Spacewatch                |
| 794460 | 2006 TL87                | 13 ottobre 2006   | Spacewatch                |
| 794461 | 2006 TW90                | 26 settembre 2006 | Mount Lemmon Survey       |
| 794462 | 2006 TT102               | 15 ottobre 2006   | Spacewatch                |
| 794463 | 2006 TY102               | 15 ottobre 2006   | Spacewatch                |
| 794464 | 2006 TE106               | 24 settembre 2006 | Spacewatch                |
| 794465 | 2006 TS114               | 29 settembre 2006 | SDSS Collaboration        |
| 794466 | 2006 TY114               | 22 settembre 2006 | SDSS Collaboration        |
| 794467 | 2006 TJ115               | 27 settembre 2006 | SDSS Collaboration        |
| 794468 | 2006 TN115               | 29 settembre 2006 | SDSS Collaboration        |
| 794469 | 2006 TC116               | 29 settembre 2006 | SDSS Collaboration        |
| 794470 | 2006 TD117               | 3 ottobre 2006    | SDSS Collaboration        |
| 794471 | 2006 TH135               | 11 ottobre 2006   | NEAT                      |
| 794472 | 2006 TB136               | 2 ottobre 2006    | Mount Lemmon Survey       |
| 794473 | 2006 TR136               | 4 gennaio 2016    | Pan-STARRS                |
| 794474 | 2006 TD139               | 28 ottobre 2017   | Pan-STARRS                |
| 794475 | 2006 TS139               | 2 ottobre 2006    | Mount Lemmon Survey       |
| 794476 | 2006 TC140               | 2 ottobre 2006    | Mount Lemmon Survey       |
| 794477 | 2006 TR141               | 2 ottobre 2006    | Mount Lemmon Survey       |
| 794478 | 2006 TU141               | 18 settembre 2006 | CSS                       |
| 794479 | 2006 TW141               | 1 ottobre 2006    | Spacewatch                |
| 794480 | 2006 TL143               | 11 ottobre 2006   | Spacewatch                |
| 794481 | 2006 TY143               | 2 ottobre 2006    | Mount Lemmon Survey       |
| 794482 | 2006 TL146               | 2 ottobre 2006    | Mount Lemmon Survey       |
| 794483 | 2006 TU146               | 2 ottobre 2006    | Mount Lemmon Survey       |
| 794484 | 2006 UC6                 | 16 ottobre 2006   | Spacewatch                |
| 794485 | 2006 UB26                | 18 settembre 2006 | CSS                       |
| 794486 | 2006 UX30                | 16 ottobre 2006   | Spacewatch                |
| 794487 | 2006 UA40                | 16 ottobre 2006   | Spacewatch                |
| 794488 | 2006 UG66                | 17 settembre 2006 | Spacewatch                |
| 794489 | 2006 UF67                | 15 ottobre 2001   | Spacewatch                |
| 794490 | 2006 UV84                | 27 settembre 2006 | Mount Lemmon Survey       |
| 794491 | 2006 UC92                | 3 ottobre 2006    | Mount Lemmon Survey       |
| 794492 | 2006 UK111               | 19 ottobre 2006   | Spacewatch                |
| 794493 | 2006 UT120               | 2 ottobre 2006    | Mount Lemmon Survey       |
| 794494 | 2006 UM126               | 19 ottobre 2006   | Spacewatch                |
| 794495 | 2006 UV128               | 19 ottobre 2006   | Spacewatch                |
| 794496 | 2006 UE131               | 19 ottobre 2006   | Spacewatch                |
| 794497 | 2006 UE136               | 30 settembre 2006 | Mount Lemmon Survey       |
| 794498 | 2006 UT141               | 19 ottobre 2006   | Spacewatch                |
| 794499 | 2006 UV151               | 20 ottobre 2006   | Mount Lemmon Survey       |
| 794500 | 2006 UF156               | 18 settembre 2006 | Spacewatch                |

## 794501–794600
| Nome   | Designazione provvisoria | Data di scoperta  | Scopritore                |
| ------ | ------------------------ | ----------------- | ------------------------- |
| 794501 | 2006 UP158               | 2 ottobre 2006    | Mount Lemmon Survey       |
| 794502 | 2006 UC161               | 21 ottobre 2006   | Mount Lemmon Survey       |
| 794503 | 2006 UN167               | 2 ottobre 2006    | Mount Lemmon Survey       |
| 794504 | 2006 UZ168               | 2 ottobre 2006    | Mount Lemmon Survey       |
| 794505 | 2006 UC178               | 29 settembre 2006 | LONEOS                    |
| 794506 | 2006 UC199               | 16 ottobre 2006   | Spacewatch                |
| 794507 | 2006 UW202               | 22 ottobre 2006   | Mount Lemmon Survey       |
| 794508 | 2006 UH242               | 15 ottobre 2006   | Spacewatch                |
| 794509 | 2006 UD244               | 1 ottobre 2006    | Spacewatch                |
| 794510 | 2006 UP244               | 27 ottobre 2006   | Mount Lemmon Survey       |
| 794511 | 2006 UC249               | 27 ottobre 2006   | Mount Lemmon Survey       |
| 794512 | 2006 UO251               | 27 ottobre 2006   | Mount Lemmon Survey       |
| 794513 | 2006 UH252               | 27 ottobre 2006   | Mount Lemmon Survey       |
| 794514 | 2006 UJ258               | 28 ottobre 2006   | Mount Lemmon Survey       |
| 794515 | 2006 UC260               | 27 settembre 2006 | Mount Lemmon Survey       |
| 794516 | 2006 UB261               | 25 settembre 2006 | Mount Lemmon Survey       |
| 794517 | 2006 UG270               | 27 ottobre 2006   | Mount Lemmon Survey       |
| 794518 | 2006 UZ277               | 2 ottobre 2006    | Mount Lemmon Survey       |
| 794519 | 2006 UM283               | 26 settembre 2006 | Mount Lemmon Survey       |
| 794520 | 2006 UU288               | 30 ottobre 2006   | Mount Lemmon Survey       |
| 794521 | 2006 UT289               | 16 ottobre 2006   | Spacewatch                |
| 794522 | 2006 UP293               | 19 ottobre 2006   | DES                       |
| 794523 | 2006 UW295               | 19 ottobre 2006   | DES                       |
| 794524 | 2006 UG296               | 27 agosto 2006    | Spacewatch                |
| 794525 | 2006 UK296               | 19 ottobre 2006   | DES                       |
| 794526 | 2006 UO299               | 27 agosto 2006    | Spacewatch                |
| 794527 | 2006 UA300               | 19 ottobre 2006   | DES                       |
| 794528 | 2006 UB304               | 19 ottobre 2006   | DES                       |
| 794529 | 2006 UR304               | 28 agosto 2006    | Spacewatch                |
| 794530 | 2006 UE306               | 19 ottobre 2006   | DES                       |
| 794531 | 2006 UH311               | 26 settembre 2006 | Mount Lemmon Survey       |
| 794532 | 2006 US313               | 19 ottobre 2006   | DES                       |
| 794533 | 2006 UB318               | 19 ottobre 2006   | DES                       |
| 794534 | 2006 UD318               | 19 ottobre 2006   | DES                       |
| 794535 | 2006 UP318               | 19 ottobre 2006   | DES                       |
| 794536 | 2006 UA320               | 19 novembre 2006  | Spacewatch                |
| 794537 | 2006 UC339               | 26 ottobre 2006   | Osservatorio di Mauna Kea |
| 794538 | 2006 UG342               | 26 ottobre 2006   | Mauna Kea Obs.            |
| 794539 | 2006 UQ344               | 26 ottobre 2006   | Mauna Kea Obs.            |
| 794540 | 2006 US349               | 26 ottobre 2006   | Mauna Kea Obs.            |
| 794541 | 2006 UX352               | 5 aprile 2008     | Mount Lemmon Survey       |
| 794542 | 2006 UA360               | 22 ottobre 2006   | Spacewatch                |
| 794543 | 2006 UP364               | 21 ottobre 2006   | Mount Lemmon Survey       |
| 794544 | 2006 UU366               | 27 settembre 2006 | Mount Lemmon Survey       |
| 794545 | 2006 UU369               | 22 ottobre 2006   | LUSS                      |
| 794546 | 2006 UN371               | 22 ottobre 2006   | Spacewatch                |
| 794547 | 2006 UO372               | 19 ottobre 2006   | Mount Lemmon Survey       |
| 794548 | 2006 UA376               | 22 gennaio 2012   | Pan-STARRS                |
| 794549 | 2006 UB376               | 4 gennaio 2016    | Pan-STARRS                |
| 794550 | 2006 UY376               | 23 aprile 2009    | Mount Lemmon Survey       |
| 794551 | 2006 US379               | 20 ottobre 2006   | Mount Lemmon Survey       |
| 794552 | 2006 UU379               | 24 agosto 2011    | Pan-STARRS                |
| 794553 | 2006 UG382               | 22 ottobre 2006   | Spacewatch                |
| 794554 | 2006 UK383               | 21 ottobre 2006   | Spacewatch                |
| 794555 | 2006 UY383               | 31 ottobre 2006   | Spacewatch                |
| 794556 | 2006 UT386               | 22 ottobre 2006   | Spacewatch                |
| 794557 | 2006 UU388               | 27 ottobre 2006   | Mount Lemmon Survey       |
| 794558 | 2006 UL392               | 31 ottobre 2006   | Mount Lemmon Survey       |
| 794559 | 2006 UA394               | 21 ottobre 2006   | Mount Lemmon Survey       |
| 794560 | 2006 UN394               | 20 ottobre 2006   | Mount Lemmon Survey       |
| 794561 | 2006 UY394               | 21 ottobre 2006   | Spacewatch                |
| 794562 | 2006 UE395               | 21 ottobre 2006   | Spacewatch                |
| 794563 | 2006 UX395               | 18 ottobre 2006   | Spacewatch                |
| 794564 | 2006 VE1                 | 28 settembre 2006 | Mount Lemmon Survey       |
| 794565 | 2006 VA14                | 15 novembre 2006  | LINEAR                    |
| 794566 | 2006 VQ14                | 12 ottobre 2006   | Spacewatch                |
| 794567 | 2006 VU23                | 30 settembre 2006 | Mount Lemmon Survey       |
| 794568 | 2006 VF25                | 10 novembre 2006  | Spacewatch                |
| 794569 | 2006 VK33                | 11 novembre 2006  | Mount Lemmon Survey       |
| 794570 | 2006 VT43                | 30 ottobre 2006   | CSS                       |
| 794571 | 2006 VM46                | 30 settembre 2006 | Mount Lemmon Survey       |
| 794572 | 2006 VZ60                | 27 ottobre 2006   | Mount Lemmon Survey       |
| 794573 | 2006 VU83                | 21 ottobre 2006   | Spacewatch                |
| 794574 | 2006 VZ86                | 14 novembre 2006  | Mount Lemmon Survey       |
| 794575 | 2006 VX87                | 14 novembre 2006  | Mount Lemmon Survey       |
| 794576 | 2006 VX118               | 1 novembre 2006   | Mount Lemmon Survey       |
| 794577 | 2006 VY118               | 4 ottobre 2006    | Mount Lemmon Survey       |
| 794578 | 2006 VH119               | 13 ottobre 2006   | Spacewatch                |
| 794579 | 2006 VY120               | 3 ottobre 2006    | Mount Lemmon Survey       |
| 794580 | 2006 VH122               | 14 novembre 2006  | Spacewatch                |
| 794581 | 2006 VB128               | 15 novembre 2006  | Spacewatch                |
| 794582 | 2006 VT128               | 15 novembre 2006  | Spacewatch                |
| 794583 | 2006 VT143               | 17 ottobre 2006   | Mount Lemmon Survey       |
| 794584 | 2006 VE175               | 1 novembre 2006   | Mount Lemmon Survey       |
| 794585 | 2006 VO175               | 11 novembre 2006  | Mount Lemmon Survey       |
| 794586 | 2006 VC176               | 15 novembre 2006  | Mount Lemmon Survey       |
| 794587 | 2006 VC180               | 26 settembre 2006 | Mount Lemmon Survey       |
| 794588 | 2006 VX181               | 2 febbraio 2016   | Pan-STARRS                |
| 794589 | 2006 VR182               | 1 novembre 2006   | Spacewatch                |
| 794590 | 2006 VX182               | 14 novembre 2006  | Spacewatch                |
| 794591 | 2006 VH183               | 15 novembre 2006  | Mount Lemmon Survey       |
| 794592 | 2006 VL183               | 11 novembre 2006  | Mount Lemmon Survey       |
| 794593 | 2006 VQ183               | 12 novembre 2006  | Mount Lemmon Survey       |
| 794594 | 2006 VT183               | 1 novembre 2006   | Spacewatch                |
| 794595 | 2006 VZ185               | 1 novembre 2006   | Spacewatch                |
| 794596 | 2006 VC187               | 15 novembre 2006  | Mount Lemmon Survey       |
| 794597 | 2006 VL187               | 15 novembre 2006  | Mount Lemmon Survey       |
| 794598 | 2006 WU4                 | 17 ottobre 2006   | Spacewatch                |
| 794599 | 2006 WL7                 | 16 novembre 2006  | Spacewatch                |
| 794600 | 2006 WP9                 | 16 novembre 2006  | Spacewatch                |

## 794601–794700
| Nome   | Designazione provvisoria | Data di scoperta  | Scopritore                |
| ------ | ------------------------ | ----------------- | ------------------------- |
| 794601 | 2006 WN12                | 28 settembre 2006 | Mount Lemmon Survey       |
| 794602 | 2006 WU13                | 16 novembre 2006  | Mount Lemmon Survey       |
| 794603 | 2006 WR27                | 17 novembre 2006  | Osservatorio di Mauna Kea |
| 794604 | 2006 WF38                | 28 settembre 2006 | Mount Lemmon Survey       |
| 794605 | 2006 WG51                | 16 novembre 2006  | Mount Lemmon Survey       |
| 794606 | 2006 WG65                | 17 novembre 2006  | Mount Lemmon Survey       |
| 794607 | 2006 WK74                | 14 novembre 2006  | Spacewatch                |
| 794608 | 2006 WL76                | 18 novembre 2006  | Spacewatch                |
| 794609 | 2006 WK84                | 18 novembre 2006  | Mount Lemmon Survey       |
| 794610 | 2006 WM92                | 4 ottobre 2006    | Mount Lemmon Survey       |
| 794611 | 2006 WU96                | 20 dicembre 2001  | Spacewatch                |
| 794612 | 2006 WU109               | 7 febbraio 1999   | J. Anderson, C. Veillet   |
| 794613 | 2006 WQ118               | 20 novembre 2006  | Mount Lemmon Survey       |
| 794614 | 2006 WS121               | 21 novembre 2006  | Mount Lemmon Survey       |
| 794615 | 2006 WC122               | 2 novembre 2006   | Mount Lemmon Survey       |
| 794616 | 2006 WU122               | 21 novembre 2006  | Mount Lemmon Survey       |
| 794617 | 2006 WD124               | 22 novembre 2006  | Mount Lemmon Survey       |
| 794618 | 2006 WD126               | 22 novembre 2006  | Mount Lemmon Survey       |
| 794619 | 2006 WO136               | 11 novembre 2006  | Spacewatch                |
| 794620 | 2006 WS136               | 19 novembre 2006  | Spacewatch                |
| 794621 | 2006 WP137               | 19 novembre 2006  | Spacewatch                |
| 794622 | 2006 WX145               | 28 ottobre 2010   | Mount Lemmon Survey       |
| 794623 | 2006 WK154               | 22 novembre 2006  | Spacewatch                |
| 794624 | 2006 WB161               | 10 novembre 2006  | Spacewatch                |
| 794625 | 2006 WW161               | 15 novembre 2006  | Spacewatch                |
| 794626 | 2006 WT162               | 12 novembre 2006  | Mount Lemmon Survey       |
| 794627 | 2006 WV169               | 11 novembre 2006  | Spacewatch                |
| 794628 | 2006 WM192               | 16 novembre 2006  | Spacewatch                |
| 794629 | 2006 WF199               | 16 novembre 2006  | Spacewatch                |
| 794630 | 2006 WD202               | 19 maggio 2010    | Mount Lemmon Survey       |
| 794631 | 2006 WE214               | 16 novembre 2006  | Spacewatch                |
| 794632 | 2006 WV214               | 12 settembre 2013 | CSS                       |
| 794633 | 2006 WZ220               | 23 maggio 2014    | Pan-STARRS                |
| 794634 | 2006 WT224               | 6 febbraio 2016   | Pan-STARRS                |
| 794635 | 2006 WH226               | 29 marzo 2012     | Mount Lemmon Survey       |
| 794636 | 2006 WZ226               | 26 gennaio 2017   | Pan-STARRS                |
| 794637 | 2006 WN228               | 20 agosto 2014    | Pan-STARRS                |
| 794638 | 2006 WK229               | 18 novembre 2006  | Mount Lemmon Survey       |
| 794639 | 2006 WT229               | 22 novembre 2006  | Mount Lemmon Survey       |
| 794640 | 2006 WS230               | 16 novembre 2006  | Mount Lemmon Survey       |
| 794641 | 2006 WB231               | 16 novembre 2006  | Mount Lemmon Survey       |
| 794642 | 2006 WB232               | 22 novembre 2006  | Spacewatch                |
| 794643 | 2006 WM232               | 17 novembre 2006  | Mount Lemmon Survey       |
| 794644 | 2006 WP232               | 16 novembre 2006  | Spacewatch                |
| 794645 | 2006 WZ232               | 23 novembre 2006  | Spacewatch                |
| 794646 | 2006 WM233               | 22 agosto 2014    | Pan-STARRS                |
| 794647 | 2006 WN234               | 16 novembre 2006  | Spacewatch                |
| 794648 | 2006 XZ23                | 12 dicembre 2006  | Mount Lemmon Survey       |
| 794649 | 2006 XQ76                | 22 dicembre 2012  | Pan-STARRS                |
| 794650 | 2006 XQ78                | 9 dicembre 2006   | Spacewatch                |
| 794651 | 2006 XG80                | 15 dicembre 2006  | Spacewatch                |
| 794652 | 2006 XJ80                | 15 dicembre 2006  | Spacewatch                |
| 794653 | 2006 XB81                | 14 dicembre 2006  | Spacewatch                |
| 794654 | 2006 XM82                | 14 dicembre 2006  | Spacewatch                |
| 794655 | 2006 XX82                | 12 dicembre 2006  | Mount Lemmon Survey       |
| 794656 | 2006 YH3                 | 16 dicembre 2006  | Spacewatch                |
| 794657 | 2006 YB17                | 21 dicembre 2006  | Mount Lemmon Survey       |
| 794658 | 2006 YL34                | 21 dicembre 2006  | Spacewatch                |
| 794659 | 2006 YT53                | 27 dicembre 2006  | Mount Lemmon Survey       |
| 794660 | 2006 YY63                | 21 dicembre 2006  | Mount Lemmon Survey       |
| 794661 | 2006 YH64                | 8 settembre 2016  | Pan-STARRS                |
| 794662 | 2006 YM64                | 30 agosto 2016    | Pan-STARRS                |
| 794663 | 2006 YA66                | 18 gennaio 2013   | Mount Lemmon Survey       |
| 794664 | 2006 YA68                | 27 dicembre 2006  | Mount Lemmon Survey       |
| 794665 | 2006 YY68                | 21 dicembre 2006  | Spacewatch                |
| 794666 | 2006 YN70                | 24 dicembre 2006  | Spacewatch                |
| 794667 | 2007 AO2                 | 25 dicembre 2006  | CSS                       |
| 794668 | 2007 AF5                 | 8 gennaio 2007    | Mount Lemmon Survey       |
| 794669 | 2007 AF12                | 13 gennaio 2007   | LINEAR                    |
| 794670 | 2007 AC20                | 10 gennaio 2007   | Spacewatch                |
| 794671 | 2007 AD33                | 9 gennaio 2007    | Spacewatch                |
| 794672 | 2007 AO34                | 15 gennaio 2007   | Osservatorio di Mauna Kea |
| 794673 | 2007 AC35                | 14 ottobre 2014   | Mount Lemmon Survey       |
| 794674 | 2007 AF36                | 15 gennaio 2007   | Osservatorio di Mauna Kea |
| 794675 | 2007 AH36                | 10 gennaio 2007   | Spacewatch                |
| 794676 | 2007 AF38                | 9 gennaio 2007    | Mount Lemmon Survey       |
| 794677 | 2007 AP39                | 17 aprile 2015    | Mount Lemmon Survey       |
| 794678 | 2007 BH                  | 18 gennaio 2007   | NEAT                      |
| 794679 | 2007 BQ12                | 17 gennaio 2007   | Spacewatch                |
| 794680 | 2007 BR26                | 24 gennaio 2007   | Mount Lemmon Survey       |
| 794681 | 2007 BR35                | 28 novembre 2006  | Mount Lemmon Survey       |
| 794682 | 2007 BP54                | 24 gennaio 2007   | Spacewatch                |
| 794683 | 2007 BO64                | 27 gennaio 2007   | Spacewatch                |
| 794684 | 2007 BC94                | 24 gennaio 2007   | Mount Lemmon Survey       |
| 794685 | 2007 BD94                | 19 gennaio 2007   | Osservatorio di Mauna Kea |
| 794686 | 2007 BL94                | 7 aprile 2008     | Spacewatch                |
| 794687 | 2007 BY103               | 27 gennaio 2007   | Mount Lemmon Survey       |
| 794688 | 2007 BY112               | 2 dicembre 2010   | Mount Lemmon Survey       |
| 794689 | 2007 BJ114               | 17 gennaio 2007   | Spacewatch                |
| 794690 | 2007 BM115               | 17 gennaio 2007   | Spacewatch                |
| 794691 | 2007 BJ116               | 19 aprile 2017    | Mount Lemmon Survey       |
| 794692 | 2007 BO117               | 27 gennaio 2007   | Spacewatch                |
| 794693 | 2007 BG119               | 28 gennaio 2007   | Mount Lemmon Survey       |
| 794694 | 2007 BC122               | 15 ottobre 2015   | Mount Lemmon Survey       |
| 794695 | 2007 CC4                 | 28 gennaio 2007   | Spacewatch                |
| 794696 | 2007 CN18                | 27 gennaio 2007   | Spacewatch                |
| 794697 | 2007 CJ30                | 14 agosto 2004    | Cerro Tololo Obs.         |
| 794698 | 2007 CC37                | 6 febbraio 2007   | Mount Lemmon Survey       |
| 794699 | 2007 CU47                | 27 gennaio 2007   | Mount Lemmon Survey       |
| 794700 | 2007 CX47                | 27 gennaio 2007   | Mount Lemmon Survey       |

## 794701–794800
| Nome   | Designazione provvisoria | Data di scoperta  | Scopritore                |
| ------ | ------------------------ | ----------------- | ------------------------- |
| 794701 | 2007 CU49                | 10 febbraio 2007  | Mount Lemmon Survey       |
| 794702 | 2007 CB54                | 9 febbraio 2007   | Spacewatch                |
| 794703 | 2007 CE65                | 7 febbraio 2007   | Mount Lemmon Survey       |
| 794704 | 2007 CQ73                | 21 febbraio 2007  | DES                       |
| 794705 | 2007 CA74                | 21 febbraio 2007  | DES                       |
| 794706 | 2007 CA76                | 14 febbraio 2007  | Osservatorio di Mauna Kea |
| 794707 | 2007 CZ78                | 13 febbraio 2007  | Mount Lemmon Survey       |
| 794708 | 2007 CA79                | 13 febbraio 2007  | Mount Lemmon Survey       |
| 794709 | 2007 CG83                | 10 febbraio 2007  | Mount Lemmon Survey       |
| 794710 | 2007 CK83                | 19 aprile 2012    | Mount Lemmon Survey       |
| 794711 | 2007 CX83                | 6 febbraio 2007   | Spacewatch                |
| 794712 | 2007 CR84                | 9 febbraio 2007   | Spacewatch                |
| 794713 | 2007 CH85                | 10 febbraio 2007  | Mount Lemmon Survey       |
| 794714 | 2007 CZ85                | 6 febbraio 2007   | Mount Lemmon Survey       |
| 794715 | 2007 CK86                | 8 febbraio 2007   | Mount Lemmon Survey       |
| 794716 | 2007 CB87                | 7 febbraio 2007   | Mount Lemmon Survey       |
| 794717 | 2007 DY24                | 27 gennaio 2007   | Mount Lemmon Survey       |
| 794718 | 2007 DG27                | 17 febbraio 2007  | Spacewatch                |
| 794719 | 2007 DD48                | 12 settembre 2005 | Spacewatch                |
| 794720 | 2007 DJ64                | 21 febbraio 2007  | Spacewatch                |
| 794721 | 2007 DJ115               | 17 febbraio 2007  | Spacewatch                |
| 794722 | 2007 DE125               | 21 febbraio 2007  | Spacewatch                |
| 794723 | 2007 DV126               | 17 febbraio 2007  | Mount Lemmon Survey       |
| 794724 | 2007 DB127               | 22 febbraio 2007  | Spacewatch                |
| 794725 | 2007 DP127               | 27 febbraio 2007  | Spacewatch                |
| 794726 | 2007 DR128               | 25 febbraio 2007  | Spacewatch                |
| 794727 | 2007 DA129               | 25 febbraio 2007  | Mount Lemmon Survey       |
| 794728 | 2007 DC130               | 17 febbraio 2007  | Mount Lemmon Survey       |
| 794729 | 2007 DG130               | 23 febbraio 2007  | Mount Lemmon Survey       |
| 794730 | 2007 EY                  | 10 marzo 2007     | LINEAR                    |
| 794731 | 2007 EY16                | 9 marzo 2007      | Spacewatch                |
| 794732 | 2007 EP34                | 10 marzo 2007     | NEAT                      |
| 794733 | 2007 EY39                | 22 febbraio 2007  | Spacewatch                |
| 794734 | 2007 EG63                | 10 marzo 2007     | Spacewatch                |
| 794735 | 2007 EO63                | 10 marzo 2007     | Mount Lemmon Survey       |
| 794736 | 2007 EH74                | 10 marzo 2007     | Spacewatch                |
| 794737 | 2007 EG77                | 10 marzo 2007     | Mount Lemmon Survey       |
| 794738 | 2007 EL84                | 12 marzo 2007     | Mount Lemmon Survey       |
| 794739 | 2007 EX99                | 25 febbraio 2007  | Mount Lemmon Survey       |
| 794740 | 2007 EN121               | 14 marzo 2007     | Mount Lemmon Survey       |
| 794741 | 2007 EB130               | 9 marzo 2007      | Mount Lemmon Survey       |
| 794742 | 2007 ER134               | 10 marzo 2007     | Spacewatch                |
| 794743 | 2007 EU136               | 10 marzo 2007     | Mount Lemmon Survey       |
| 794744 | 2007 EQ161               | 15 marzo 2007     | Spacewatch                |
| 794745 | 2007 EX169               | 15 gennaio 2007   | Spacewatch                |
| 794746 | 2007 EU174               | 14 marzo 2007     | Spacewatch                |
| 794747 | 2007 EU203               | 10 marzo 2007     | Mount Lemmon Survey       |
| 794748 | 2007 EY203               | 10 marzo 2007     | Mount Lemmon Survey       |
| 794749 | 2007 EA206               | 12 marzo 2007     | Spacewatch                |
| 794750 | 2007 EA223               | 10 marzo 2007     | NEAT                      |
| 794751 | 2007 EL230               | 29 gennaio 2011   | Mount Lemmon Survey       |
| 794752 | 2007 EH236               | 24 ottobre 2009   | Spacewatch                |
| 794753 | 2007 EH237               | 16 gennaio 2016   | Pan-STARRS                |
| 794754 | 2007 EK237               | 5 febbraio 2016   | Pan-STARRS                |
| 794755 | 2007 EL237               | 25 ottobre 2014   | Mount Lemmon Survey       |
| 794756 | 2007 EV237               | 28 agosto 2013    | Mount Lemmon Survey       |
| 794757 | 2007 EU238               | 9 marzo 2007      | Mount Lemmon Survey       |
| 794758 | 2007 EG240               | 11 marzo 2007     | Mount Lemmon Survey       |
| 794759 | 2007 ES241               | 11 marzo 2007     | Mount Lemmon Survey       |
| 794760 | 2007 EE244               | 13 marzo 2007     | Mount Lemmon Survey       |
| 794761 | 2007 FT9                 | 16 marzo 2007     | Spacewatch                |
| 794762 | 2007 FM20                | 9 marzo 2007      | Spacewatch                |
| 794763 | 2007 FA55                | 1 novembre 2005   | LONEOS                    |
| 794764 | 2007 FL55                | 16 marzo 2007     | Mount Lemmon Survey       |
| 794765 | 2007 FD58                | 9 settembre 2015  | Pan-STARRS                |
| 794766 | 2007 FZ58                | 19 marzo 2017     | Pan-STARRS                |
| 794767 | 2007 FB59                | 16 marzo 2007     | Mount Lemmon Survey       |
| 794768 | 2007 FS59                | 16 marzo 2007     | Spacewatch                |
| 794769 | 2007 FT62                | 20 marzo 2007     | Mount Lemmon Survey       |
| 794770 | 2007 FC64                | 26 marzo 2007     | Mount Lemmon Survey       |
| 794771 | 2007 FC65                | 20 marzo 2007     | Spacewatch                |
| 794772 | 2007 GU5                 | 14 aprile 2007    | Mount Lemmon Survey       |
| 794773 | 2007 GV26                | 14 aprile 2007    | Mount Lemmon Survey       |
| 794774 | 2007 GL45                | 14 aprile 2007    | Spacewatch                |
| 794775 | 2007 GR51                | 31 marzo 2007     | NEAT                      |
| 794776 | 2007 GK54                | 15 marzo 2007     | Mount Lemmon Survey       |
| 794777 | 2007 GN55                | 15 aprile 2007    | Spacewatch                |
| 794778 | 2007 GP55                | 26 marzo 2007     | Spacewatch                |
| 794779 | 2007 GS55                | 15 aprile 2007    | Spacewatch                |
| 794780 | 2007 GG65                | 15 aprile 2007    | Spacewatch                |
| 794781 | 2007 GS70                | 15 aprile 2007    | Mount Lemmon Survey       |
| 794782 | 2007 GQ80                | 5 marzo 2016      | Pan-STARRS                |
| 794783 | 2007 HW13                | 25 febbraio 2007  | Mount Lemmon Survey       |
| 794784 | 2007 HR36                | 19 aprile 2007    | Spacewatch                |
| 794785 | 2007 HT39                | 20 aprile 2007    | Mount Lemmon Survey       |
| 794786 | 2007 HT40                | 8 giugno 2003     | Spacewatch                |
| 794787 | 2007 HY65                | 22 aprile 2007    | Mount Lemmon Survey       |
| 794788 | 2007 HR68                | 23 aprile 2007    | Mount Lemmon Survey       |
| 794789 | 2007 HW78                | 23 aprile 2007    | Mount Lemmon Survey       |
| 794790 | 2007 HK92                | 21 aprile 2007    | DES                       |
| 794791 | 2007 HQ99                | 25 ottobre 2016   | Pan-STARRS                |
| 794792 | 2007 HD102               | 9 aprile 2016     | Pan-STARRS                |
| 794793 | 2007 HE103               | 20 aprile 2007    | Spacewatch                |
| 794794 | 2007 HJ103               | 26 aprile 2007    | Mount Lemmon Survey       |
| 794795 | 2007 HK103               | 26 dicembre 2014  | Pan-STARRS                |
| 794796 | 2007 HN103               | 28 luglio 2012    | Pan-STARRS                |
| 794797 | 2007 HA106               | 23 aprile 2007    | Mount Lemmon Survey       |
| 794798 | 2007 HT106               | 1 novembre 2015   | Spacewatch                |
| 794799 | 2007 HP107               | 20 aprile 2007    | Spacewatch                |
| 794800 | 2007 HW107               | 27 gennaio 2017   | Pan-STARRS                |

## 794801–794900
| Nome   | Designazione provvisoria | Data di scoperta  | Scopritore                |
| ------ | ------------------------ | ----------------- | ------------------------- |
| 794801 | 2007 HQ108               | 10 marzo 2016     | Pan-STARRS                |
| 794802 | 2007 HC110               | 24 aprile 2007    | Mount Lemmon Survey       |
| 794803 | 2007 HX110               | 19 aprile 2007    | Mount Lemmon Survey       |
| 794804 | 2007 HG113               | 16 aprile 2007    | Mount Lemmon Survey       |
| 794805 | 2007 HV113               | 25 aprile 2007    | Mount Lemmon Survey       |
| 794806 | 2007 HX113               | 20 aprile 2007    | Spacewatch                |
| 794807 | 2007 HM114               | 20 aprile 2007    | Spacewatch                |
| 794808 | 2007 HY114               | 1 giugno 2003     | DES                       |
| 794809 | 2007 HC115               | 22 aprile 2007    | Spacewatch                |
| 794810 | 2007 HG115               | 22 aprile 2007    | Spacewatch                |
| 794811 | 2007 JQ1                 | 15 marzo 2007     | Mount Lemmon Survey       |
| 794812 | 2007 JP19                | 10 maggio 2007    | Mount Lemmon Survey       |
| 794813 | 2007 JK29                | 7 maggio 2007     | LUSS                      |
| 794814 | 2007 JR43                | 13 maggio 2007    | Mount Lemmon Survey       |
| 794815 | 2007 JQ46                | 10 maggio 2007    | Spacewatch                |
| 794816 | 2007 JD48                | 5 aprile 2016     | Pan-STARRS                |
| 794817 | 2007 JQ48                | 12 maggio 2007    | Mount Lemmon Survey       |
| 794818 | 2007 JG51                | 18 aprile 2012    | Mount Lemmon Survey       |
| 794819 | 2007 JK52                | 12 maggio 2007    | LUSS                      |
| 794820 | 2007 KH7                 | 26 maggio 2007    | SSS                       |
| 794821 | 2007 KC11                | 13 maggio 2015    | Mount Lemmon Survey       |
| 794822 | 2007 KP11                | 26 maggio 2007    | Mount Lemmon Survey       |
| 794823 | 2007 KF12                | 16 maggio 2007    | Mount Lemmon Survey       |
| 794824 | 2007 LJ1                 | 26 maggio 2007    | Mount Lemmon Survey       |
| 794825 | 2007 LE4                 | 8 giugno 2007     | Spacewatch                |
| 794826 | 2007 LO5                 | 15 aprile 2007    | Mount Lemmon Survey       |
| 794827 | 2007 LC30                | 11 giugno 2007    | Osservatorio di Mauna Kea |
| 794828 | 2007 LB39                | 11 febbraio 2014  | Mount Lemmon Survey       |
| 794829 | 2007 MX26                | 23 aprile 2007    | Mount Lemmon Survey       |
| 794830 | 2007 ML30                | 22 giugno 2007    | Spacewatch                |
| 794831 | 2007 PC1                 | 4 agosto 2007     | W. Bickel                 |
| 794832 | 2007 PZ48                | 9 agosto 2007     | Spacewatch                |
| 794833 | 2007 PW55                | 10 agosto 2007    | Spacewatch                |
| 794834 | 2007 PX55                | 10 agosto 2007    | Spacewatch                |
| 794835 | 2007 QW                  | 22 agosto 2003    | NEAT                      |
| 794836 | 2007 QB20                | 21 agosto 2007    | LONEOS                    |
| 794837 | 2007 RA57                | 9 settembre 2007  | Spacewatch                |
| 794838 | 2007 RK60                | 10 settembre 2007 | Spacewatch                |
| 794839 | 2007 RH63                | 21 settembre 2003 | Spacewatch                |
| 794840 | 2007 RD64                | 10 settembre 2007 | Mount Lemmon Survey       |
| 794841 | 2007 RV104               | 24 agosto 2007    | Spacewatch                |
| 794842 | 2007 RM116               | 11 settembre 2007 | Spacewatch                |
| 794843 | 2007 RD126               | 3 settembre 2007  | CSS                       |
| 794844 | 2007 RL145               | 5 settembre 2007  | CSS                       |
| 794845 | 2007 RS152               | 24 agosto 2007    | Spacewatch                |
| 794846 | 2007 RY155               | 10 settembre 2007 | Mount Lemmon Survey       |
| 794847 | 2007 RN159               | 12 settembre 2007 | Mount Lemmon Survey       |
| 794848 | 2007 RT159               | 12 settembre 2007 | Mount Lemmon Survey       |
| 794849 | 2007 RG161               | 13 settembre 2007 | Mount Lemmon Survey       |
| 794850 | 2007 RF168               | 10 settembre 2007 | Spacewatch                |
| 794851 | 2007 RG178               | 10 settembre 2007 | Spacewatch                |
| 794852 | 2007 RE182               | 18 novembre 2003  | Spacewatch                |
| 794853 | 2007 RL183               | 12 settembre 2007 | Mount Lemmon Survey       |
| 794854 | 2007 RG204               | 9 settembre 2007  | Spacewatch                |
| 794855 | 2007 RO209               | 10 agosto 2007    | Spacewatch                |
| 794856 | 2007 RJ219               | 14 settembre 2007 | Mount Lemmon Survey       |
| 794857 | 2007 RE221               | 14 settembre 2007 | Mount Lemmon Survey       |
| 794858 | 2007 RA230               | 10 settembre 2007 | Spacewatch                |
| 794859 | 2007 RE247               | 25 ottobre 2003   | Spacewatch                |
| 794860 | 2007 RD248               | 13 settembre 2007 | Mount Lemmon Survey       |
| 794861 | 2007 RT255               | 10 settembre 2007 | Spacewatch                |
| 794862 | 2007 RU256               | 14 settembre 2007 | Spacewatch                |
| 794863 | 2007 RA292               | 12 settembre 2007 | Mount Lemmon Survey       |
| 794864 | 2007 RE300               | 16 febbraio 2015  | Pan-STARRS                |
| 794865 | 2007 RU300               | 12 settembre 2007 | Mount Lemmon Survey       |
| 794866 | 2007 RZ307               | 9 settembre 2007  | Mount Lemmon Survey       |
| 794867 | 2007 RD308               | 9 settembre 2007  | Spacewatch                |
| 794868 | 2007 RJ308               | 11 settembre 2007 | Mount Lemmon Survey       |
| 794869 | 2007 RT331               | 13 settembre 2007 | Mount Lemmon Survey       |
| 794870 | 2007 RW339               | 20 giugno 2013    | Pan-STARRS                |
| 794871 | 2007 RG340               | 13 settembre 2007 | Mount Lemmon Survey       |
| 794872 | 2007 RW342               | 9 settembre 2007  | Mount Lemmon Survey       |
| 794873 | 2007 RV344               | 12 settembre 2007 | Mount Lemmon Survey       |
| 794874 | 2007 RL345               | 10 settembre 2007 | Mount Lemmon Survey       |
| 794875 | 2007 RR347               | 14 settembre 2007 | Mount Lemmon Survey       |
| 794876 | 2007 RA348               | 20 marzo 2014     | Mount Lemmon Survey       |
| 794877 | 2007 RJ348               | 17 settembre 2017 | Pan-STARRS                |
| 794878 | 2007 RL348               | 12 settembre 2007 | Mount Lemmon Survey       |
| 794879 | 2007 RJ349               | 20 ottobre 1995   | Spacewatch                |
| 794880 | 2007 RX351               | 9 novembre 2013   | Pan-STARRS                |
| 794881 | 2007 RJ352               | 12 settembre 2018 | Mount Lemmon Survey       |
| 794882 | 2007 RE356               | 14 settembre 2007 | Mount Lemmon Survey       |
| 794883 | 2007 RF356               | 14 settembre 2007 | Mount Lemmon Survey       |
| 794884 | 2007 RQ356               | 13 settembre 2007 | Mount Lemmon Survey       |
| 794885 | 2007 RV359               | 11 settembre 2007 | Spacewatch                |
| 794886 | 2007 RW362               | 12 settembre 2007 | Mount Lemmon Survey       |
| 794887 | 2007 RT363               | 11 settembre 2007 | Mount Lemmon Survey       |
| 794888 | 2007 RO364               | 13 settembre 2007 | Mount Lemmon Survey       |
| 794889 | 2007 RG365               | 11 settembre 2007 | Mount Lemmon Survey       |
| 794890 | 2007 RM371               | 12 settembre 2007 | Mount Lemmon Survey       |
| 794891 | 2007 RL372               | 12 settembre 2007 | Spacewatch                |
| 794892 | 2007 RP372               | 13 settembre 2007 | Mount Lemmon Survey       |
| 794893 | 2007 RO373               | 15 settembre 2007 | Spacewatch                |
| 794894 | 2007 RM375               | 12 settembre 2007 | Mount Lemmon Survey       |
| 794895 | 2007 RT376               | 15 settembre 2007 | Mount Lemmon Survey       |
| 794896 | 2007 RG377               | 15 settembre 2007 | Spacewatch                |
| 794897 | 2007 RE379               | 14 settembre 2007 | Mount Lemmon Survey       |
| 794898 | 2007 RT379               | 11 settembre 2007 | Mount Lemmon Survey       |
| 794899 | 2007 RN380               | 13 settembre 2007 | Mount Lemmon Survey       |
| 794900 | 2007 RA381               | 12 settembre 2007 | Spacewatch                |

## 794901–795000
| Nome   | Designazione provvisoria | Data di scoperta  | Scopritore                |
| ------ | ------------------------ | ----------------- | ------------------------- |
| 794901 | 2007 RG381               | 11 settembre 2007 | Mount Lemmon Survey       |
| 794902 | 2007 RX381               | 12 settembre 2007 | Mount Lemmon Survey       |
| 794903 | 2007 RQ382               | 14 settembre 2007 | Mount Lemmon Survey       |
| 794904 | 2007 SQ6                 | 22 settembre 2007 | LINEAR                    |
| 794905 | 2007 SE8                 | 18 settembre 2007 | Spacewatch                |
| 794906 | 2007 SE23                | 25 settembre 2007 | Mount Lemmon Survey       |
| 794907 | 2007 SH27                | 7 gennaio 2017    | Mount Lemmon Survey       |
| 794908 | 2007 SR29                | 24 settembre 2007 | Spacewatch                |
| 794909 | 2007 SO30                | 20 settembre 2007 | F. Kugel                  |
| 794910 | 2007 TA24                | 10 ottobre 2007   | Spacewatch                |
| 794911 | 2007 TN44                | 14 settembre 2007 | Mount Lemmon Survey       |
| 794912 | 2007 TU53                | 15 settembre 2007 | Mount Lemmon Survey       |
| 794913 | 2007 TN72                | 7 ottobre 2007    | Mount Lemmon Survey       |
| 794914 | 2007 TP75                | 11 settembre 2007 | CSS                       |
| 794915 | 2007 TU75                | 12 settembre 2007 | Mount Lemmon Survey       |
| 794916 | 2007 TT86                | 8 ottobre 2007    | Mount Lemmon Survey       |
| 794917 | 2007 TO88                | 8 ottobre 2007    | Spacewatch                |
| 794918 | 2007 TY97                | 8 ottobre 2007    | Mount Lemmon Survey       |
| 794919 | 2007 TJ118               | 9 ottobre 2007    | Mount Lemmon Survey       |
| 794920 | 2007 TU118               | 9 ottobre 2007    | Mount Lemmon Survey       |
| 794921 | 2007 TD142               | 9 ottobre 2007    | Mount Lemmon Survey       |
| 794922 | 2007 TC159               | 11 ottobre 2007   | Spacewatch                |
| 794923 | 2007 TM166               | 11 ottobre 2007   | Osservatorio di Mauna Kea |
| 794924 | 2007 TU173               | 4 ottobre 2007    | Spacewatch                |
| 794925 | 2007 TH184               | 10 ottobre 2007   | Mount Lemmon Survey       |
| 794926 | 2007 TZ185               | 8 ottobre 2007    | LONEOS                    |
| 794927 | 2007 TM202               | 8 ottobre 2007    | Mount Lemmon Survey       |
| 794928 | 2007 TG203               | 8 ottobre 2007    | Mount Lemmon Survey       |
| 794929 | 2007 TL208               | 10 ottobre 2007   | Mount Lemmon Survey       |
| 794930 | 2007 TX211               | 7 ottobre 2007    | Spacewatch                |
| 794931 | 2007 TD235               | 9 ottobre 2007    | Spacewatch                |
| 794932 | 2007 TE238               | 10 ottobre 2007   | Spacewatch                |
| 794933 | 2007 TX254               | 14 settembre 2007 | Mount Lemmon Survey       |
| 794934 | 2007 TG280               | 4 ottobre 2007    | Mount Lemmon Survey       |
| 794935 | 2007 TF287               | 14 settembre 2007 | CSS                       |
| 794936 | 2007 TM288               | 12 settembre 2007 | Mount Lemmon Survey       |
| 794937 | 2007 TL293               | 9 ottobre 2007    | Mount Lemmon Survey       |
| 794938 | 2007 TR297               | 11 ottobre 2007   | Mount Lemmon Survey       |
| 794939 | 2007 TO304               | 12 ottobre 2007   | Mount Lemmon Survey       |
| 794940 | 2007 TW306               | 8 ottobre 2007    | Mount Lemmon Survey       |
| 794941 | 2007 TD312               | 11 ottobre 2007   | Mount Lemmon Survey       |
| 794942 | 2007 TM318               | 12 ottobre 2007   | Spacewatch                |
| 794943 | 2007 TS325               | 11 ottobre 2007   | Spacewatch                |
| 794944 | 2007 TJ345               | 13 settembre 2007 | Mount Lemmon Survey       |
| 794945 | 2007 TS359               | 15 ottobre 2007   | Mount Lemmon Survey       |
| 794946 | 2007 TT364               | 15 ottobre 2007   | Mount Lemmon Survey       |
| 794947 | 2007 TB389               | 13 settembre 2007 | Mount Lemmon Survey       |
| 794948 | 2007 TJ406               | 15 ottobre 2007   | Mount Lemmon Survey       |
| 794949 | 2007 TL414               | 8 ottobre 2007    | LONEOS                    |
| 794950 | 2007 TB417               | 14 settembre 2007 | Mount Lemmon Survey       |
| 794951 | 2007 TO424               | 8 ottobre 2007    | Spacewatch                |
| 794952 | 2007 TS428               | 11 ottobre 2007   | Spacewatch                |
| 794953 | 2007 TC440               | 11 settembre 2007 | Spacewatch                |
| 794954 | 2007 TZ458               | 14 ottobre 2007   | Mount Lemmon Survey       |
| 794955 | 2007 TU462               | 12 ottobre 2007   | Spacewatch                |
| 794956 | 2007 TH463               | 22 gennaio 2015   | Pan-STARRS                |
| 794957 | 2007 TY466               | 4 settembre 2011  | Pan-STARRS                |
| 794958 | 2007 TZ466               | 12 ottobre 2007   | Mount Lemmon Survey       |
| 794959 | 2007 TW467               | 17 gennaio 2009   | Spacewatch                |
| 794960 | 2007 TF468               | 10 ottobre 2007   | CSS                       |
| 794961 | 2007 TA472               | 12 ottobre 2007   | Spacewatch                |
| 794962 | 2007 TS473               | 11 ottobre 2007   | Spacewatch                |
| 794963 | 2007 TZ475               | 16 gennaio 2018   | Pan-STARRS                |
| 794964 | 2007 TB478               | 30 settembre 2017 | Pan-STARRS                |
| 794965 | 2007 TL482               | 9 ottobre 2007    | Spacewatch                |
| 794966 | 2007 TM482               | 7 ottobre 2007    | W. Ries                   |
| 794967 | 2007 TE485               | 12 ottobre 2007   | Mount Lemmon Survey       |
| 794968 | 2007 TS485               | 14 ottobre 2007   | Mount Lemmon Survey       |
| 794969 | 2007 TV485               | 11 ottobre 2007   | Mount Lemmon Survey       |
| 794970 | 2007 TJ486               | 7 ottobre 2007    | Mount Lemmon Survey       |
| 794971 | 2007 TS487               | 8 ottobre 2007    | Mount Lemmon Survey       |
| 794972 | 2007 TT488               | 8 ottobre 2007    | Mount Lemmon Survey       |
| 794973 | 2007 TA489               | 12 ottobre 2007   | Mount Lemmon Survey       |
| 794974 | 2007 TS489               | 11 ottobre 2007   | Spacewatch                |
| 794975 | 2007 TH490               | 15 ottobre 2007   | Spacewatch                |
| 794976 | 2007 TV492               | 10 ottobre 2007   | Mount Lemmon Survey       |
| 794977 | 2007 TF494               | 9 ottobre 2007    | Mount Lemmon Survey       |
| 794978 | 2007 TY496               | 12 ottobre 2007   | Mount Lemmon Survey       |
| 794979 | 2007 TJ500               | 15 ottobre 2007   | Mount Lemmon Survey       |
| 794980 | 2007 TB501               | 11 ottobre 2007   | Spacewatch                |
| 794981 | 2007 TB502               | 10 ottobre 2007   | Mount Lemmon Survey       |
| 794982 | 2007 TT503               | 11 ottobre 2007   | Mount Lemmon Survey       |
| 794983 | 2007 TY504               | 12 ottobre 2007   | Spacewatch                |
| 794984 | 2007 TG506               | 15 ottobre 2007   | Spacewatch                |
| 794985 | 2007 TC507               | 9 ottobre 2007    | Mount Lemmon Survey       |
| 794986 | 2007 TH507               | 10 ottobre 2007   | Spacewatch                |
| 794987 | 2007 TT512               | 10 ottobre 2007   | Mount Lemmon Survey       |
| 794988 | 2007 UH7                 | 16 ottobre 2007   | CSS                       |
| 794989 | 2007 UM22                | 12 ottobre 2007   | Spacewatch                |
| 794990 | 2007 UW32                | 19 ottobre 2007   | Spacewatch                |
| 794991 | 2007 UN55                | 30 ottobre 2007   | Spacewatch                |
| 794992 | 2007 UV74                | 31 ottobre 2007   | Mount Lemmon Survey       |
| 794993 | 2007 UQ77                | 30 ottobre 2007   | Spacewatch                |
| 794994 | 2007 UC80                | 31 ottobre 2007   | Mount Lemmon Survey       |
| 794995 | 2007 UO86                | 30 ottobre 2007   | Spacewatch                |
| 794996 | 2007 UD91                | 10 ottobre 2007   | Spacewatch                |
| 794997 | 2007 UQ92                | 31 ottobre 2007   | Mount Lemmon Survey       |
| 794998 | 2007 UU94                | 19 ottobre 2007   | Spacewatch                |
| 794999 | 2007 UW95                | 19 ottobre 2007   | R. A. Tucker              |
| 795000 | 2007 UO120               | 4 ottobre 2007    | Spacewatch                |